# Отальваро, Серхио
Се́рхио Ота́льваро (исп. Sergio Andrés Otálvaro Botero; 12 октября 1986, Медельин) — колумбийский футболист, защитник клуба «Олимпия» (Асунсьон).

## Биография
Серхио Отальваро на взрослом уровне начал играть в футбол в 2005 году в команде «Депортиво Рионегро» (ныне — «Итагуи Леонес»), которая выступала во втором по уровне дивизионе чемпионата Колумбии — Категории Примера B. При этом незадолго до подписания контракта с «Депортиво Рионегро» Отальваро думал о том, чтобы прекратить заниматься футболом — в 19 лет у него ещё не было опыта выступлений на профессиональном уровне, а ему нужно было содержать семью, в том числе недавно родившуюся дочь.
В 2008 году перешёл в один из сильнейших клубов страны, «Санта-Фе». С этим клубом связаны почти все титулы, которые завоевал Отальваро в колумбийский период карьеры. Он выступал за столичную команду до 2012 года, и в 2009 году завоевал Кубок Колумбии. Кроме того, в 2011 году он на правах аренды выступал за «Хуниор», с которым впервые стал чемпионом Колумбии. После одного сезона в «Депортес Толиме» Отальваро в 2014 году вернулся в «Индепендьенте Санта-Фе» (клуб в 2012 году официально вернул своё историческое название), и за три сезона сумел помочь своей команде дважды выиграть чемпионат Колумбии, два раза дойти до финала кубка страны, а в 2015 году колумбийская команда завоевала Южноамериканский кубок.
В середине 2016 года перешёл в «Насьональ», с которым в конце года стал чемпионом Уругвая. В 2017 году победил с «трёхцветными» в Промежуточном турнире, который является своеобразным аналогом Кубка уругвайской лиги. С середины 2017 года выступает за парагвайскую «Олимпию». В 2018—2020 годах был частью команды, которая выиграла пять чемпионатов Парагвая, был одним из игроков основного состава.
17 ноября 2010 года Серхио Отальваро сыграл свой единственный матч за сборную Колумбии. «Кафетерос» в товарищеской игре против Перу сыграли вничью 1:1.

## Титулы и достижения
- Чемпион Колумбии (3): Финалисасьон 2011, Апертура 2012, Финалисасьон 2014
- Обладатель Кубка Колумбии (1): 2009
- Финалист Кубка Колумбии (2): 2014, 2015
- Победитель Суперлиги Колумбии (1): 2015
- Чемпион Уругвая (1): 2016
- Победитель Промежуточного турнира (1): 2017
- Чемпион Парагвая (5): Апертура 2018, Клаусура 2018, Апертура 2019, Клаусура 2019, Клаусура 2020
- Обладатель Кубка Парагвая (1): 2021
- Обладатель Южноамериканского кубка (1): 2015
- Обладатель Кубка банка Суруга (1): 2016